# 檀克義
檀 克義（だん かつよし、1941年12月16日 - ）はローランドの元会長。

## 経歴
旧朝鮮・裡里に生まれる。三池高校卒業。昭和47年ローランド入社。平成元年取締役国内営業部長、6年常務、7年専務を経て、8年社長に就任。11年東証・大証第一部に上場。17年会長。
2010年6月18日、顧問（取締役相談役）。